# Callionymus delicatulus
 Callionymus delicatulus és una espècie de peix de la família dels cal·lionímids i de l'ordre dels cipriniformes que es troba des del Mar Roig fins a Salomó i Palau.